# Несби (Новая Зеландия)
Не́сби (англ. Naseby) — небольшой город в Новой Зеландии, в регионе Отаго; ранее был в статусе боро. Назван в честь Несби, деревни в Нортгемптоншире (Англия), возле которой, в частности, в 1645 году произошло «сражение при Несби». Предыдущие наименования этого населённого пункта — Паркер (Parker’s), Хогберн (Hogburn), Mt Ida.
В 1860-х город сыграл важную роль в период золотой лихорадки. Большая часть города сохранилась с этого времени и имеет статус жилого действующего музея. Максимальное население города за все время не превышало 4000. В 1980-х административные границы были изменены, и Несби стал маленьким городком в Новой Зеландии, с населением всего около 100 человек.